# Números Identificadores de Región de México
- Código de país: 52
- Prefijo de llamada internacional: 00

Los servicios de telecomunicaciones de México se prestan mediante una división del Plan Técnico Fundamental de Numeración en grupos de códigos de área para las siguientes regiones: 
| Región | Códigos | Áreas Geográficas |
| ------ | ------- | --- |
| *      | 0–99    | Las Zonas Metropolitanas de México de Guadalajara (Región 3), Monterrey (Región 8) y la Ciudad de México (Región 5).                                            |
| 2      | 200–299 | Puebla, Tlaxcala, Oaxaca y Veracruz. |
| 3      | 300–399 | Colima, Jalisco, Michoacán, Nayarit y Zacatecas. |
| 4      | 400–499 | Aguascalientes, Guanajuato, Hidalgo, Jalisco, Estado de México, Michoacán, Nuevo León, Querétaro, San Luis Potosí, Tamaulipas, Veracruz y Zacatecas.            |
| 5      | 500–599 | Estado de México e Hidalgo. |
| 6      | 600–699 | Baja California, Baja California Sur, Chihuahua, Durango, Sinaloa y Sonora.                                                                                     |
| 7      | 700–799 | Guerrero, Estado de México, Michoacán, Hidalgo, Morelos, Oaxaca, Puebla, Tlaxcala y Veracruz.                                                                   |
| 8      | 800–899 | Coahuila, Durango, Nuevo León, San Luis Potosí, Tamaulipas y Veracruz. El código 800 es un código no geográfico con cobro revertido.                            |
| 9      | 900–999 | Campeche, Chiapas, Oaxaca, Puebla, Quintana Roo, Tabasco, Veracruz y Yucatán. El código 900 es un código no geográfico con sobrecuota por el servicio prestado. |

## Códigos de áreas geográficas de numeración por Entidad Federativa
| Entidad Federativa  | Códigos de área geográficos de numeración |
| ------------------- | --- |
| Aguascalientes      | 449, 458, 465, 495, 496 |
| Baja California     | 616, 646, 653, 658, 661, 663, 664, 665, 686 |
| Baja California Sur | 612, 613, 615, 624 |
| Campeche            | 913, 938, 981, 982, 983, 996 |
| Chiapas             | 916, 917, 918, 919, 932, 934, 961, 962, 963, 964, 965, 966, 967, 968, 992, 994 |
| Chihuahua           | 614, 621, 625, 626, 627, 628, 629, 635, 636, 639, 648, 649, 652, 656, 657, 659 |
| Coahuila            | 671, 842, 844, 861, 862, 864, 866, 867, 869, 871, 872, 873, 877, 878 |
| Colima              | 312, 313, 314 |
| Ciudad de México    | 55, 56 |
| Durango             | 618, 629, 649, 671, 674, 675, 676, 677, 871, 872 |
| Estado de México    | 55, 56, 427, 588, 591, 592, 593, 594, 595, 596, 597, 599, 711, 712, 713, 714, 716, 717, 718, 719, 721, 722, 723, 724, 725, 726, 728, 729, 743, 751, 761, 767                                                                             |
| Guanajuato          | 352, 411, 412, 413, 415, 417, 418, 419, 421, 428, 429, 432, 438, 442, 445, 456, 461, 462, 464, 466, 468, 469, 472, 473, 476, 477, 479 |
| Guerrero            | 721, 727, 732, 733, 736, 741, 742, 744, 745, 747, 753, 754, 755, 756, 757, 758, 762, 767, 781 |
| Hidalgo             | 441, 483, 591, 738, 743, 746, 748, 759, 761, 763, 771, 772, 773, 774, 775, 776, 778, 779, 789, 791 |
| Jalisco             | 33, 312, 315, 316, 317, 321, 322, 326, 341, 342, 343, 344, 345, 346, 347, 348, 349, 354, 357, 358, 371, 372, 373, 374, 375, 376, 377, 378, 382, 384, 385, 386, 387, 388, 391, 392, 393, 395, 424, 431, 437, 457, 474, 475, 495, 496, 499 |
| Michoacán           | 313, 328, 351, 352, 353, 354, 355, 356, 359, 381, 383, 393, 394, 421, 422, 423, 424, 425, 426, 434, 435, 436, 438, 443, 447, 451, 452, 453, 454, 455, 459, 471, 711, 715, 753, 767, 786                                                  |
| Morelos             | 731, 734, 735, 737, 739, 751, 769, 777 |
| Nayarit             | 311, 319, 322, 323, 324, 325, 327, 329, 389, 437 |
| Nuevo León          | 81, 488, 821, 823, 824, 825, 826, 828, 829, 867, 873, 892 |
| Oaxaca              | 236, 274, 281, 283, 287, 741, 757, 924, 951, 953, 954, 958, 971, 972, 994, 995 |
| Puebla              | 221, 222, 223, 224, 226, 227, 231, 232, 233, 236, 237, 238, 243, 244, 245, 248, 249, 273, 275, 276, 278, 282, 746, 764, 776, 797, 953 |
| Querétaro           | 414, 419, 427, 441, 442, 446, 448, 487 |
| Quintana Roo        | 983, 984, 987, 997, 998 |
| San Luis Potosí     | 440, 444, 458, 481, 482, 483, 485, 486, 487, 488, 489, 496, 845 |
| Sinaloa             | 667, 668, 669, 672, 673, 687, 694, 695, 696, 697, 698 |
| Sonora              | 622, 623, 631, 632, 633, 634, 637, 638, 641, 642, 643, 644, 645, 647, 651, 653, 662 |
| Tabasco             | 913, 914, 917, 923, 932, 933, 934, 936, 937, 993 |
| Tamaulipas          | 482, 831, 832, 833, 834, 835, 836, 841, 867, 868, 891, 894, 897, 899 |
| Tlaxcala            | 222, 223, 241, 246, 247, 248, 276, 748, 749 |
| Veracruz            | 225, 226, 228, 229, 232, 235, 271, 272, 273, 274, 278, 279, 282, 283, 284, 285, 287, 288, 294, 296, 297, 489, 746, 765, 766, 768, 774, 782, 783, 784, 785, 789, 833, 846, 921, 922, 923, 924                                             |
| Yucatán             | 969, 985, 986, 988, 990, 991, 997, 999 |
| Zacatecas           | 346, 433, 437, 457, 458, 463, 467, 478, 492, 493, 494, 496, 498, 499, 842 |